# Charles Sheeler
Charles Sheeler (Filadelfia, 6 luglio 1883 – Dobbs Ferry, 7 maggio 1965) è stato un pittore e fotografo statunitense, tra i maggiori esponenti della corrente pittorica del precisionismo, ed è riconosciuto come uno dei fondatori del modernismo americano e uno dei più grandi fotografi del ventesimo secolo.

## Biografia
Nato a Filadelfia, si è diplomato alla Pennsylvania Academy of Fine Arts. Nel dicembre del 1908 compie un viaggio in Italia che gli permette di conoscere la maestria delle opere di Paolo Uccello, da cui appunto rimane affascinato. Nel 1909 si è trasferito a Parigi, proprio nel momento in cui la popolarità del cubismo era alle stelle. Tornato negli Stati Uniti si rende conto di essere incompatibile con gli ideali del modernismo. Intraprende quindi la carriera di fotografo, concentrandosi in maniera particolare sui soggetti architettonici. È stato un fotografo autodidatta, che ha imparato la sua arte dalla sua macchina fotografica Brownie da cinque dollari.
Sheeler ha preso in affitto in Doylestown (Pennsylvania), una fattoria, condivisa con l'artista Morton Schamberg. Era così innamorato del vecchio forno risalente al diciannovesimo secolo di questa casa che la denominò sua "compagna" e la fotografò spesso. La fattoria stessa ha avuto un ruolo importante in molte delle sue opere. 
Sheeler dipingeva usando una tecnica che integrava la sua fotografia. Si è autoproclamato precisionista, termine che enfatizza la precisione lineare che adotta nei suoi lavori. 
Come per i suoi lavori fotografici, i suoi soggetti erano generalmente cose materiali, come macchine e strutture. È stato assunto dalla Ford per fotografare e ritrarre le proprie fabbriche.

## Lavori fotografici
- 1917 Doylestown House: Stairs from Below (Metropolitan Museum of Art)
- 1927 Criss-Crossed Conveyors, River Rouge Plant, Ford Motor Company (Metropolitan Museum of Art)

## Opere pittoriche
- 1920 Church Street El, (Cleveland Museum of Art).
- 1925 Still Life.
- 1925 Lady of the Sixties, (Boston Museum of Fine Arts, Boston, MA).
- 1929 Upper Deck, (Fogg Art Museum, Cambridge, MA).
- 1930 American Landscape (Museum of Modern Art, New York, NY).
- 1931 Americana (Metropolitan Museum of Art, New York, NY).
- 1931 Classic Landscape, (Mr and Mrs Barney A Ebsworth Foundation).
- 1931 View of New York, (Boston Museum of Fine Arts, Boston, MA).
- 1932 Classic Landscape, (National Gallery, Washington, D.C.).
- 1932 Interior with Stove, (National Gallery, Washington, D.C.).
- 1933 River Rouge Plant (Whitney Museum, New York, NY).
- 1934 American Interior, (Yale University Gallery, New Haven, CT).
- 1936 City Interior (Worcester Art Museum, Worcester, MA).
- 1939 Conversation: Sky and Earth, (Curtis Galleries, Minneapolis, MN).
- 1939 Primitive Power, (The Regis Collection, Minneapolis, MN).
- 1939 Rolling Power, (Smith College Museum of Art, Northampton, MA).
- 1939 Steam Turbine, (Butler Institute of American Art, Youngstown, OH).
- 1939 Suspended Power, (Dallas Museum of Art, Dallas, TX).
- 1939 Yankee Clipper, (Rhode Island School of Design, Providence, RI).
- 1940 Interior (National Gallery, Washington, D.C.).
- 1940 Fugue, (Boston Museum of Fine Arts, Boston, MA).
- 1948 Amoskeag Canal, (Currier Museum of Art, Manchester, NH).
- c. 1952 Windows, (Hirschl and Adler Galleries, New York, NY).
- 1953 New England Irrelevancies, (Boston Museum of Fine Arts, Boston, MA).
- 1953 Ore Into Iron, (Boston Museum of Fine Arts, Boston, MA).
- 1954 Architectural Cadences Number 4
- 1955 Golden Gate, (Metropolitan Museum of Art, New York, NY).
- 1956 On a Shaker Theme, (Boston Museum of Fine Arts, Boston, MA).
- 1957 Red Against White, (Boston Museum of Fine Arts, Boston, MA).